# Sexy Sadie
Sexy Sadie (с англ. — «Сексуальная Сейди») — песня The Beatles из двойного альбома The Beatles, написанная Джоном Ленноном во время пребывания The Beatles в Индии.

## История создания
Первоначально Леннон хотел назвать песню «Maharishi» (с англ. — «Махариши»), но по просьбе Джорджа Харрисона изменил название на «Sexy Sadie». Леннон начал относиться с недоверием к Махариши Махеш Йоги после того, как тот якобы сексуально домогался одной из участниц, посещающей курсы, которые Махариши проводил в своём ашраме (Джордж Харрисон, Пол Маккартни и Синтия Леннон позже сказали, что они посчитали историю, рассказанную Алексисом Мардасом, выдумкой).

«Песня была вдохновлена Махариши. Я написал её, когда мы уже упаковали наши вещи и собирались улетать. Это была последняя песня, написанная мною перед тем, как я улетел из Индии. В ней я назвал его 'сексуальной Сейди' — вместо (напевает): „Maharishi what have you done, you made a fool…“. Я просто использовал ситуацию, чтобы написать песню, — довольно расчетливо, но и выразил то, что чувствовал. Я улетел от Махариши с дурными чувствами. Мне кажется, что я не всегда расстаюсь с людьми настолько по-доброму, как мне хотелось бы» — Джон Леннон.
Оригинальный текст (англ.)That was inspired by Maharishi. I wrote it when we had our bags packed and were leaving. It was the last piece I wrote before I left India. I just called him, 'Sexy Sadie,' instead of (sings) 'Maharishi what have you done, you made a fool…' I was just using the situation to write a song, rather calculatingly but also to express what I felt. I was leaving the Maharishi with a bad taste. You know, it seems that my partings are always not as nice as I'd like them to be.

В интервью журналу Rolling Stone Леннон сказал, что в ответ на вопрос Махариши, почему он [Леннон] улетал, ответил: «Раз ты такой великий, ты должен знать, почему».
После возвращения из Индии Леннон нацарапал текст к песне на куске дерева, с первоначальным названием. Записанная версия была изменена только после того, как Харрисон убедил Леннона изменить название на «Sexy Sadie». Согласно книге Марка Льюисона «The Complete Beatles Recording Sessions», раннюю версию песни Леннон сыграл другим участникам группы с исходным текстом: «Maharishi, you little twat/Who the fuck do you think you are?/Who the fuck do you think you are?/Oh, you cunt» (с англ. — «Махариши, ничтожный мудак/Кем ты, чмо, возомнил себя? Кем ты, чмо, возомнил себя? Во мудила»).

## Влияние
В песне «Look What You’ve Done» группы Jet присутствуют строки, «Look what you’ve done/You’ve made a fool of everyone». Главный рифф на фортепиано в песне Radiohead «Karma Police» был вдохновлён партией фортепиано в «Sexy Sadie».

## Участники записи
- Джон Леннон — лид-вокал, ритм-гитара, орган Хаммонда
- Джордж Харрисон — лид-гитара, бэк-вокал
- Пол Маккартни — фортепиано, бас-гитара, бэк-вокал
- Ринго Старр — ударные, тамбурин